# Csomó (matematika)

A triviális csomó és a legfeljebb 7 metszéssel rendelkező prímcsomók katalógusa (tükörképek nélkül)

Az egyszerű csomó lóherecsomóvá alakítható végei egyesítésével.

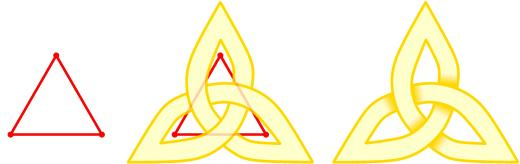
A háromszög és a lóherecsomó kapcsolata.

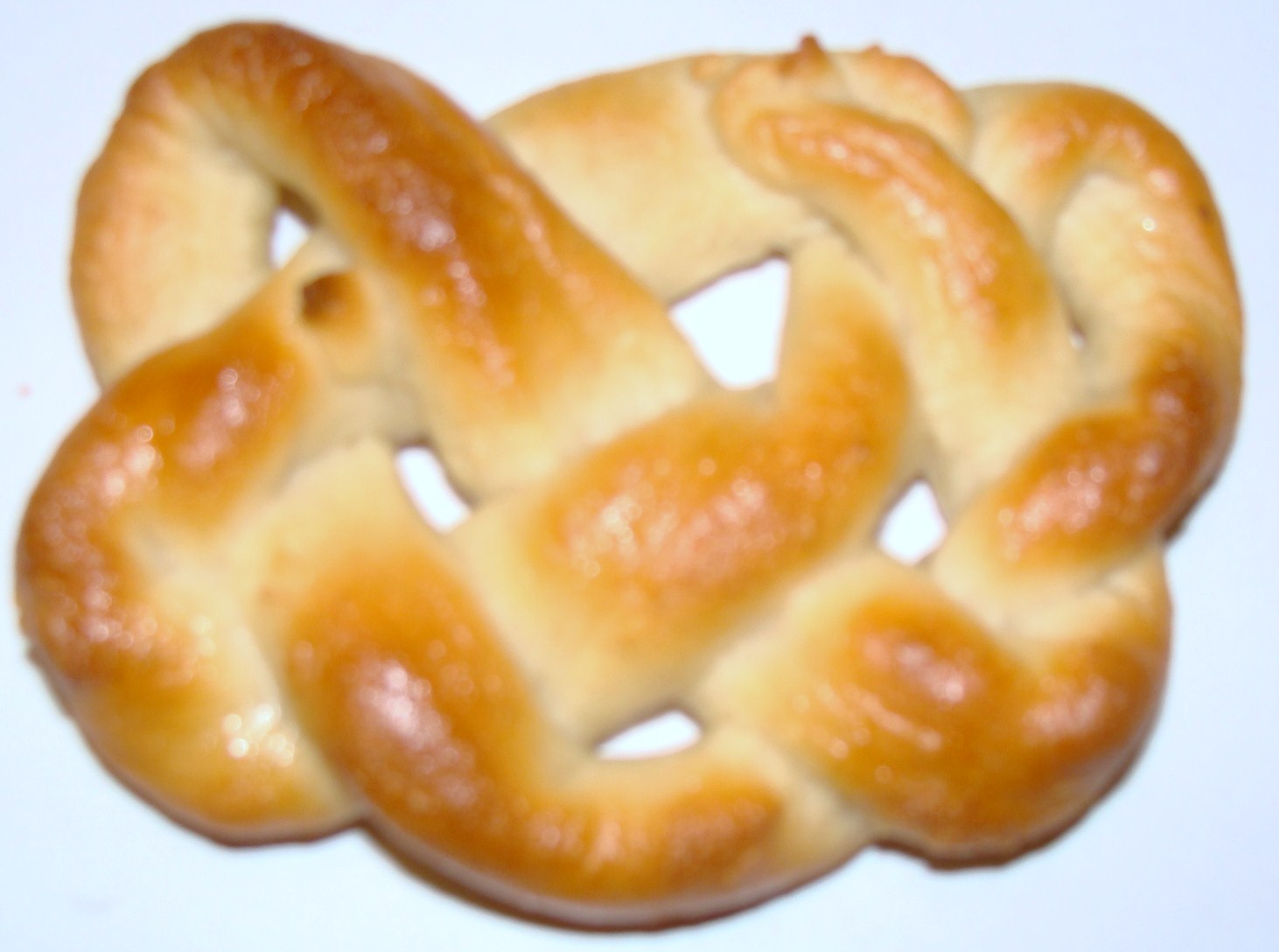
pereccsomó alakú perec.

A matematikában a csomó a kör ({\displaystyle S^{1}}) 3 dimenziós euklideszi térbe ({\displaystyle \mathbf {R} ^{3}} vagy {\displaystyle \mathbf {E} ^{3}}) való ágyazása. Gyakran két csomó ekvivalens, ha környezeti izotópia van köztük, vagyis ha {\displaystyle \mathbf {R} ^{3}} rendelkezik olyan folytonos deformációval, mely az egyik csomót a másikhoz rendeli.
A matematikai és hagyományos csomók közti legfontosabb különbség, hogy a matematikai csomók zártak – rajtuk nincs vég, melynél kibogozhatók. A fizikai jellemzők, mint a súrlódás vagy a vastagság szintén nem alkalmazhatók, bár vannak olyan matematikai csomómeghatározások, melyek e jellemzőket is figyelembe veszik. A csomófogalom alkalmazható általában {\displaystyle S^{j}} beágyazásaira {\displaystyle S^{n}}-be, különösen, ha {\displaystyle j=n-2}. A matematika csomókkal foglalkozó ága a gráfelmélethez sokban kapcsolódó csomóelmélet.

## Formális meghatározás
A csomó a kör ({\displaystyle S^{1}}) olyan beágyazása a 3 dimenziós euklideszi térbe ({\displaystyle \mathbf {R} ^{3}}) vagy a 3-gömbbe ({\displaystyle S^{3}}), mivel a 3-gömbfelület kompakt. 2 csomó ekvivalens, ha van köztük környezeti izotópia.

### Leképezés
Az euklideszi térbe (vagy a 3-gömbbe) ágyazott csomó leképezhető síkra ({\displaystyle \mathbf {R} ^{2}}), illetve gömbre ({\displaystyle S^{2}}). E leképezés majdnem mindig reguláris, vagyis mindenhol injektív véges számú metszéspont kivételével, melyek a csomó 2 pontjának alkotják leképezését, melyek nem kollineárisak. Ez esetben a leképezési oldal megválasztásával pontosan kódolható a csomó izotópiaosztálya reguláris projekcióval egyszerű felette-alatta információ révén a metszéseknél. Gráfelméletileg a csomó reguláris leképezése, a csomódiagram így 4 értékű síkgráf felül-alul meghatározott csúcsokkal. A gráf helyi módosításai, melyek lehetővé teszik az egyik diagramból a másikba való átmenetet (környezeti izotópia erejéig) a Reidemeister-lépések.

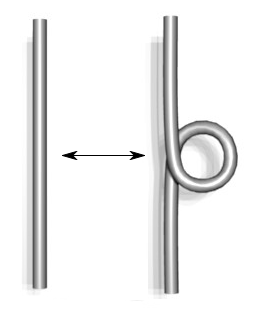
1. Reidemeister-lépés
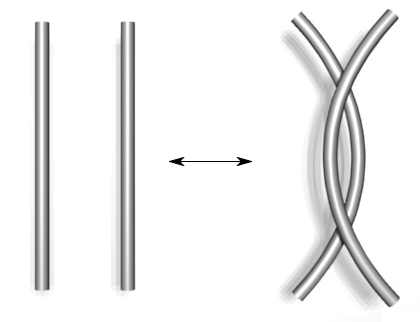
2. Reidemeister-lépés
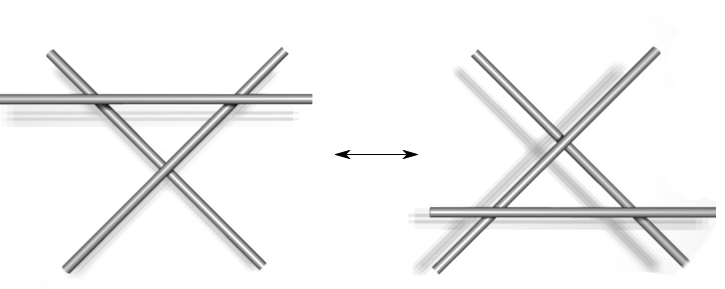
3. Reidemeister-lépés

## Csomótípusok

A csomó felbontható, ha a kör megszakad

A legegyszerűbb csomó, a triviális csomó az euklideszi térbe ágyazott egyszerű kör. A szó hagyományos értelmében a triviális csomó nem „csomós”. A legegyszerűbb nem triviális csomók a lóherecsomó ({\displaystyle 3_{1}}), a nyolcas csomó ({\displaystyle 4_{1}}) és az ötlevelű csomó ({\displaystyle 5_{1}}.
Több összekapcsolt csomóból állnak össze a láncok. A csomók egytagú láncok.

### Szelíd és vad csomók

Vad csomó

A sokszögletű csomó olyan csomó, melynek képe {\displaystyle \mathbf {R} ^{3}}-ben véges számú szakasz uniója. Szelíd minden sokszögletű csomóval ekvivalens csomó. A nem szelíd csomók vadak, és patologikus viselkedésük lehet. A csomó- és 3-sokaság-elméletben a szelíd jelzőt gyakran elhagyják. A sima csomók például mindig szelídek.

### Keretes csomó
A keretes csomó a szelíd csomó kiterjesztése a {\displaystyle D^{2}\times S^{1}} kitöltött tórusz beágyazásával {\displaystyle S^{3}}-be.
A csomó kerete a {\displaystyle I\times S^{1}} képének láncszáma a csomóval. A keretes csomó így a beágyazott szalagnak tekinthető, és a keret a csavarodások előjeles száma. E definíció általánosítható a keretes láncokra. A keretes láncok ekvivalensek, ha kitöltött tóruszokra való bővítéseik közt környezeti izotópia van.
A keretes láncok diagramjai a meridiánhoz és a fő hosszúsághoz képesti deriváltat megmutató, keretet jelölő számmal ellátott komponensekkel rendelkező láncdiagramok. Egy jelöletlen láncdiagramot keretes láncot jelölőkénti megnézésének szabványos módja a táblakeret. Ez a komponensek síkon fekvő szalaggá alakításával kapható. Egy 1. típusú Reidemeister-lépés egyértelműen megváltoztatja a keretet (a szalag csavarodásszámát), de a másik 2 nem. Az 1. típusú lépés cseréje módosított 1. típusú lépésre a Reidemeister-tételhez hasonló keretű láncdiagramokat ad: a táblakeretű láncdiagramok ekvivalens keretes láncokat adnak akkor és csak akkor, ha a módosított 1., a 2. vagy a 3. típusú Reidemeister-lépések sorozatával leírhatók. Egy adott csomónak végtelen sok kerete határozható meg: ha adott egy meghatározott keretű csomó, a meglévőből új keret kapható egy szalag elvágásával és 2π egész számú többszörösével való csavarásával, majd visszahelyezésével a vágás helyére. Így új keret kapható a régiből a keretes csomók ekvivalenciarelációja erejéig, meghagyva az eredeti csomót. Az ez értelemben vett keret a vektormező csomó körüli csavarodásainak számával függ össze. Annak ismerete, hányszor csavarodik a vektormező a csomó körül, lehetővé teszi a vektormező meghatározását diffeomorfizmus erejéig, és a keret ekvivalenciamezőjét teljesen ez az egész, a keretegész határozza meg.

### Csomókomplementer
A 3-gömbben adott csomó komplementere a 3-gömbfelület csomón kívüli pontjai. A Gordon–Luecke-tétel kimondja, hogy legfeljebb 2 csomó – az eredeti csomó és annak tükörképe – rendelkezik homeomorf komplementerekkel. Így a csomók tanulmányozása egyben komplementereik tanulmányozása, és a 3-sokaság-elmélet része.

### JSJ-felbontás
A JSJ-felbontás és Thurston hiperbolizációs tétele a 3-gömbfelületen belüli csomók tanulmányozását különböző geometriai sokaságok tanulmányozásává alakítja metszéssel vagy szatellitműveletekkel. A képen látható csomóban a JSJ-felbontás a komplementert 3 sokaság uniójává bontja: két lóhere-komplementerre és a Borromeo-gyűrűk komplementerére. A lóhere-komplementer {\displaystyle \mathbf {H} ^{2}\times \mathbf {R} }, míg a Borromeo-gyűrűk komplementere {\displaystyle \mathbf {H} ^{3}} geometriájával rendelkezik.

### Harmonikus csomók
A csomók paraméteres felírásai a harmonikus csomók. Aaron Trautwein minden legfeljebb 8 metszésszámú csomó paraméteres felírásait leírta doktori disszertációjában.

## A gráfelméletben

A legfeljebb 7 metszést tartalmazó prímcsomók és a triviális csomó csomódiagram és mediális gráf szerint

### Mediális gráf

Csomódiagramhoz rendelt előjeles síkgráf.

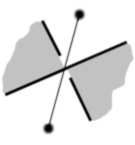
Bal irányítás

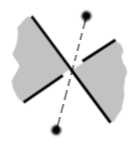
Jobb irányítás

A csomódiagramok másik hatékony felírását Peter Tait vezette be 1877-ben.
Bármely csomódiagram meghatároz olyan síkgráfot, melynek csúcsai a metszések, és élei az egymást követő metszések közti utak. E síkgráf 1 lapja végtelen, a többi 2 dimenziós lemezzel homeomorf. Ezek világossal és sötéttel színezhetők úgy, hogy a végtelen lap sötét, és bármely két szomszédos lap ellentétes színű. A Jordan-görbetétel szerint pontosan 1 ilyen színezés van.
Szerkeszthető új síkgráf, melynek csúcsai a világos lapok, és élei a metszéseknek felelnek meg. A gráf élei balként és jobbként jelölhetők meg aszerint, mely szál megy a másik felett az él egyik végpontja felől nézve. A bal és jobb éleket általában +, illetve − jelekkel vagy folytonos, illetve szaggatott vonalakkal jelölik.
Az eredeti csomódiagram ennek az új síkgráfnak mediális gráfja, ahol minden metszés típusát a megfelelő él előjele mutatja. Az összes él előjelének megváltoztatása a csomó tükrözését jelenti.

### Lánc- és csomómentes beágyazás

A Petersen-család 7 gráfja. A gráfok nem ágyazhatók be láncmentesen 3 dimenziós térbe.

2 dimenzióban csak a síkbarajzolható gráfok ágyazhatók euklideszi síkba egymást metsző élek nélkül, de a 3 dimenziós térben minden gráf rendelkezik metsző élek nélküli beágyazással. A síkbarajzolható gráfok térbeli megfelelői a láncmentes beágyazással és a csomómentes beágyazással rendelkező gráfok. Láncmentes a gráf azon beágyazása, melyre teljesül, hogy bármely két kör lánca triviális lánc, csomómentes a gráf azon beágyazása, melynél minden kör triviális csomót alkot. A láncmentes beágyazású gráfok tiltott gráfjai a Petersen-család tagjai, vagyis a 7 minimális eredendően láncolt gráf: bármely beágyazásuk legalább 2 egymással kapcsolt kört ad. A csomómentes beágyazású gráfokról nincs teljes ismeret, de a {\displaystyle K_{7}} teljes gráf az egyik minimális tiltott gráf a csomómentes beágyazás terén: bárhogy van beágyazva, tartalmaz lóherecsomót alkotó ciklust.

## Általánosítás
A modern matematikában a csomó fogalmát alkalmanként a beágyazásokhoz kapcsolódó általánosabb fogalomként használják. Adott M N részsokaságú sokaság esetén N csomó lehet M-ben, ha van N-nek N-nel nem izotóp beágyazása M-ben. A hagyományos csomók azt az esetet alkotják, ahol {\displaystyle N=S^{1}} és {\displaystyle M=\mathbf {R} ^{3}} vagy {\displaystyle M=S^{3}}.
A Schoenflies-tétel kimondja, hogy a kör a 2-gömbfelületen csomómentes: minden 2-gömbfelületen felvett topológiai kör izotóp a geometriai körrel. Az Alexander-tétel szerint a 2-gömbfelület a 3-gömbfelületben nem alkot sima (vagy szelíd) csomót. A szelíd topológiai kategóriában ismert, hogy az n-gömbfelület nem alkot csomót az {\displaystyle n+1}-gömbfelületben tetszőleges n egészre. Ez Morton Brown, Barry Mazur és Marston Morse tétele. Az Alexander-gömb példa olyan csomós 2-gömbfelületre a 3-gömbfelületben, mely nem szelíd. A sima n-gömbfelületről ismert, hogy az {\displaystyle n+1}-gömbfelületben nem alkot csomót, ha {\displaystyle n\neq 3}. Az {\displaystyle n=3} eset hosszú ideje megoldatlan probléma, mely ama problémával áll kapcsolatban, hogy a 4-gömb egzotikus sima felületet alkot-e.
André Haefliger bizonyította, hogy nincs sima {\displaystyle j} dimenziós csomó {\displaystyle S^{n}}-ben, ha {\displaystyle 2n-3j-3>0}, és további példákat adott csomós gömbfelületekre minden {\displaystyle n>j\geq 1} esetére, ahol {\displaystyle 2n-3j-3=0}. {\displaystyle n-j} a csomó kodimenziója. Haefliger munkásságának fontos része, hogy {\displaystyle S^{j}\ S^{n}}-be való beágyazásai izotópiaosztályai csoportot alkotnak az összefüggő összeg csoportosítási műveletével, ha a kodimenzió 2-nél nagyobb. Haefliger munkája Stephen Smale's h-kobordizmus-tételén alapul. Smale egyik tétele, hogy 2 feletti kodimenziójú csomók esetén még a nem ekvivalens csomók komplementerei is diffeomorfak. Ez megkülönbözteti a 2 kodimenziójú csomóelmélettől. Topológiai vagy PL-izotópiák megengedése esetén Christopher Zeeman bizonyította, hogy a gömb nem alkot csomót 2 feletti kodimenzióban.